# Bad News Brown (musicien)
Pour les articles homonymes, voir Bad News Brown et Frappier.
Bad News Brown, de son vrai nom Paul Frappier né le 8 mai 1977 à Haïti et mort le 11 février 2011 à Montréal, est un chanteur de MC de hip-hop et musicien haïtiano-canadien basé à Montréal. Il est connu pour avoir associé le son de son instrument de prédilection, l'harmonica, avec des rythmes et des rimes de hip-hop.
Adolescent, Frappier commence par faire la manche à Montréal, dans les rues et les stations de métro où il fait découvrir la sonorité personnelle de sa musique. Plus tard, il fait des tournées et se produit en première partie de nombreux groupes de hip-hop connus ou comme musicien de scène. Il fait aussi une apparition comme invité surprise dans le documentaire de 2003 Music for a Blue Train qui traite des musiciens qui mendient dans le métro de Montréal.
En 2009, il publie son premier album studio, Born 2 Sin. Il est assassiné à Montréal, où son corps est retrouvé le 12 février 2011.

## Biographie

### Débuts
Né en Haïti, Paul Frappier emménage jeune au Québec, d'abord à Saint-Lazare puis à Hudson avant de s'installer à Montréal aux côtés de sa famille québécoise dans la Petite-Bourgogne. À l'école, il souffre de dyslexie et en garde un handicap. Il quitte le foyer familial pendant son adolescence, et découvre rapidement son talent pour l'harmonica qui lui permet de vivre en mendiant dans le métro de Montréal.
Brown développe ses capacités à jouer dans la rue, faisant du blues et du jazz accompagné de sa passion pour le hip-hop. Il adopte son nom de scène sous les conseils d'un ami rappeur, Misery, qui était par coïncidence le même nom que son catcheur WWF préféré, Allen Coage (surnommé Bad News Brown). Frappier vivait avec sa compagne Natasha. Il était également père d'un petit garçon, Izaiah.

### Carrière musicale
Le premier album de Brown, Born 2 Sin, est publié en septembre 2009 sur son propre label indépendant Trilateral Entertainment Inc. Il est aidé à la production notamment par Haig V, Dirtwork, Parafino, C4, Made By Monkeys et Edi Burgz. Brown 
Born 2 Sin est publié sur iTunes le 8 juillet 2009 et dans les marchés le 18 août 2009. L'album est distribué par Fontana North et Universal Music Canada. L'album est nommé « disque de la semaine » au Montreal Mirror.
Le single de Brown's single, Feeling Me On est inclus dans la compilation Hip Hop Rai 2.

### Assassinat
Le corps de Brown est retrouvé gisant dans une allée le 12 février 2011. La police annonce qu'« il y a clairement des traces de violence. » Son corps est retrouvé dans une zone industrielle près du Canal Lachine à Montréal. Il était annoncé pour un concert à Québec qui devait se dérouler un jour avant son décès.

## Discographie

### Album studio
- 2009 : Born 2 Sin

### Mixtapes
- 2009 : G'd Up From the Street Up

### Singles
- 2009 : Soul Clap
- 2009 : Touch Her Body
- 2011 : Harm's Delight

## Filmographie
- 2003 : Music for a Blue Train
- 2011 : BumRush – Loosecanon
- 2011 : BumRush – coproducteur